# Sūlījān
Sūlījān (persiska: سولیجان) är en ort i Iran.   Den ligger i provinsen Chahar Mahal och Bakhtiari, i den centrala delen av landet, 500 km söder om huvudstaden Teheran. Sūlījān ligger 2 174 meter över havet och antalet invånare är 306.
Terrängen runt Sūlījān är kuperad. Runt Sūlījān är det glesbefolkat, med 17 invånare per kvadratkilometer. Närmaste större samhälle är Shahrūyeh, 14,9 km sydväst om Sūlījān. Omgivningarna runt Sūlījān är i huvudsak ett öppet busklandskap.